# Les Petites-Armoises
Les Petites-Armoises é uma comuna francesa na região administrativa de Grande Leste, no departamento Ardenas. Estende-se por uma área de 4,4 km². Em 2010 a comuna tinha 62 habitantes (densidade: 14,1 hab./km²).